# Битва при Аксу
Битва при Аксу — сражение, произошедшее в 717 году между арабами Омейядского халифата и их союзниками из Тюргешского каганата и Тибетской империи с одной стороны и войсками китайской династии Тан — с другой. Арабы при поддержке тюргешей осадили Аксу и Учтурфан в регионе Синьцзян. Танские войска атаковали и разгромили арабов, заставив их отступить.

## Предыстория
В 715 году ихшид, правитель Ферганской долины, был свергнут с помощью арабов, и на трон был возведен новый правитель Алутар. Свергнутый ихшид бежал под покровительство Китая в Кучу (китайский протекторат Анси). В помощь ихшиду китайцы направили 10 000 солдат под командованием Чжан Сяосуна в Фергану. Он разбил силы Алутар и арабские оккупационные войска в Намангане и восстановил ихшида на престоле.

## Битва
В 717 году арабы вместе со своими союзниками из Тюргеша и Тибета осадили два города в уезде Аксу, который находился под протекторатом Китая. Командир китайских гарнизонов в Центральной Азии Тан Цзяхуэй послал против них две армии: одну, состоявшую из ополченцев-пехотинцев во главе с самим Цзяхуэем, и вторую, состоявшую из всадников-карлуков во главе с Асиной Синь. В результате битвы арабская армия была разбита и вынуждена отступить. Многие арабские воины были взяты в плен, но впоследствии освобождены после того, как Халифат заплатил выкуп золотом за их возвращение.

## Последствия
В результате битвы арабы были изгнаны из Северной Трансоксианы. Тюргеши перешли под протекторат китайцев и впоследствии напали на арабов в Фергане. За свою верность китайский император присвоил императорский титул тюргешскому кагану Сулуку и наградил его городом Суяб. При поддержке Китая тюргеши начали регулярные рейды на арабскую территорию, в конечном итоге добившись возвращения под свой контроль всей Ферганы, за исключением нескольких крепостей.